# Spuriodaucus
Spuriodaucus es un género de plantas  pertenecientes a la familia Apiaceae. Comprende 2 especies.

## Taxonomía
El género fue descrito por C.Norman y publicado en Contribution à l'etude de la flore du Katanga Suppl. 3: 119. 1930. La especie tipo es: Spuriodaucus quarrei C.Norman

## Algunas especies
A continuación se brinda un listado de las especies del género Spuriodaucus descritas hasta julio de 2013, ordenadas alfabéticamente. Para cada una se indica el nombre binomial seguido del autor, abreviado según las convenciones y usos.
- Spuriodaucus asper C.Norman
- Spuriodaucus quarrei C.Norman